# Videbæks kommun
Videbæks kommun (danska: Videbæk Kommune) var före 2007 en kommun i Ringkjøbings amt i västra Danmark. Den gick då upp i Ringkøbing-Skjerns kommun.